# Военный камуфляж

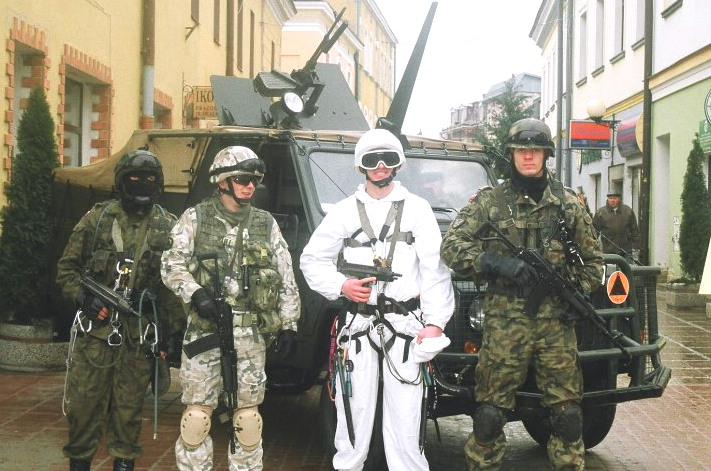
Разные виды камуфляжной формы для леса, пустыни и снега

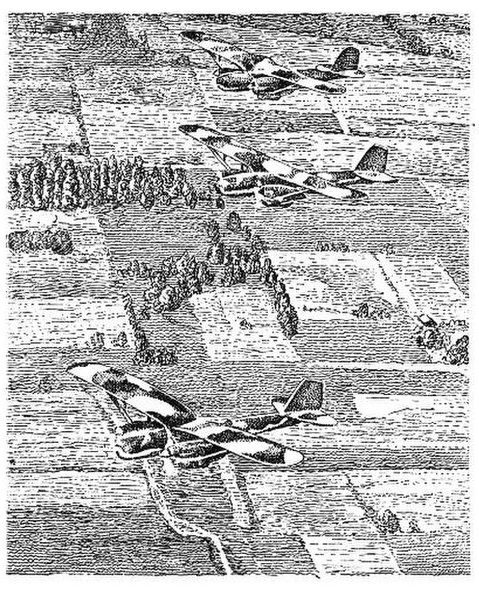
Самолёты, окрашенные по способу камуфляжа. При наблюдении сверху они сливаются с фоном земной поверхности. Иллюстрация к статье «Маскировка» первого издания Большой советской энциклопедии

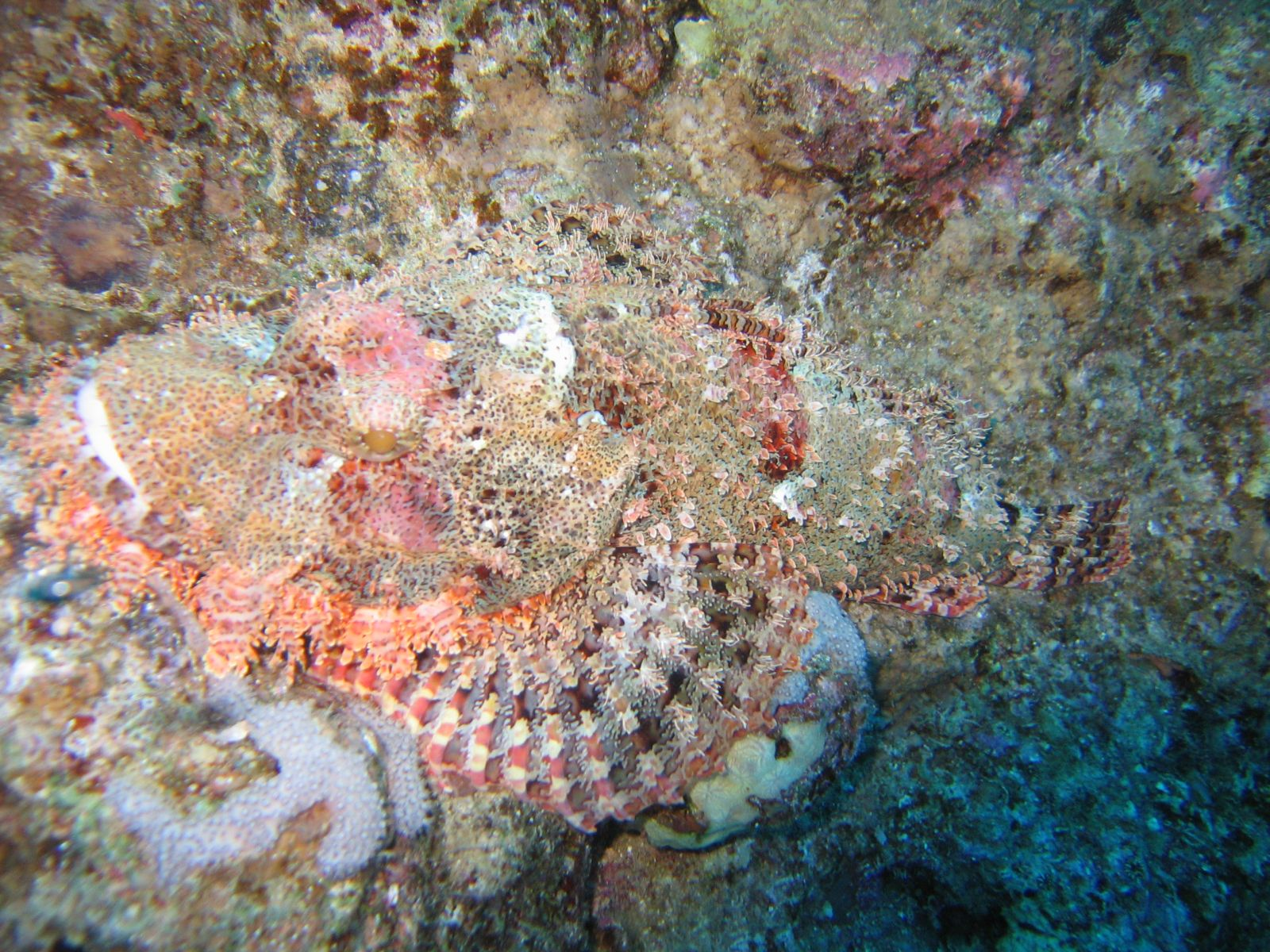
Рыба-камень в Красном море

Военный камуфляж (фр. camouflage — «маскировка») — маскировочная окраска, применяемая для уменьшения заметности людей, вооружений, техники, сооружений за счёт разбивания силуэта изделия или предмета (см. Маскировочное окрашивание (военное дело)).
Согласно руководящим документам времён СССР, камуфляж — это деформирующая крупнопятнистая многоцветная окраска, применяемая только для подвижных объектов, обладающих резко выраженной типичной (узнаваемой) формой. Эффект деформирующей окраски заключается в том, что при движении каждый раз часть пятен окраски сливается для наблюдателя с изменившимся участком фона, чем достигается искажение и неузнаваемость оставшейся видимой части формы и контуров объекта (более подробно см. Указание ГИ ВВС № 604(8099) от 2 октября 1974 года). В другом источнике указано, что камуфляж — маскировочное окрашивание, имеет целью сделать предмет неузнаваемым и трудно обнаруживаемым путём искажения его очертаний накраской в определённом положении пятен различных цветов, и вследствие этого камуфляж применяют к движущимся объектам на различной местности.
Распространено заблуждение, что камуфляжной является исключительно пятнистая окраска, но это не так: см. далее про «зимний камуфляж» или «ослепляющий камуфляж». С целью подчеркнуть, что речь идет о пятнистой окраске, употребляется термин «распятновка».

## В природе
Камуфляж — это также защитный окрас животных, появившийся в результате их естественного приспособления к окружающей среде. Некоторые виды, например хамелеон, осьминог, кальмар или камбала, способны менять окраску тела под цвет окружения (см. Мимикрия).
«Расчленяющий» камуфляж используют обезьяны гверецы — их белый хвост, перекинутый через чёрное тело во время сна, разрушает очертания контура тела при взгляде со стороны.
Охотники всегда подражали животным, за которыми охотились, прикрепляли к своей одежде траву. Американские индейцы надевали шкуры бизона при охоте на него.

## Ввоенном деле

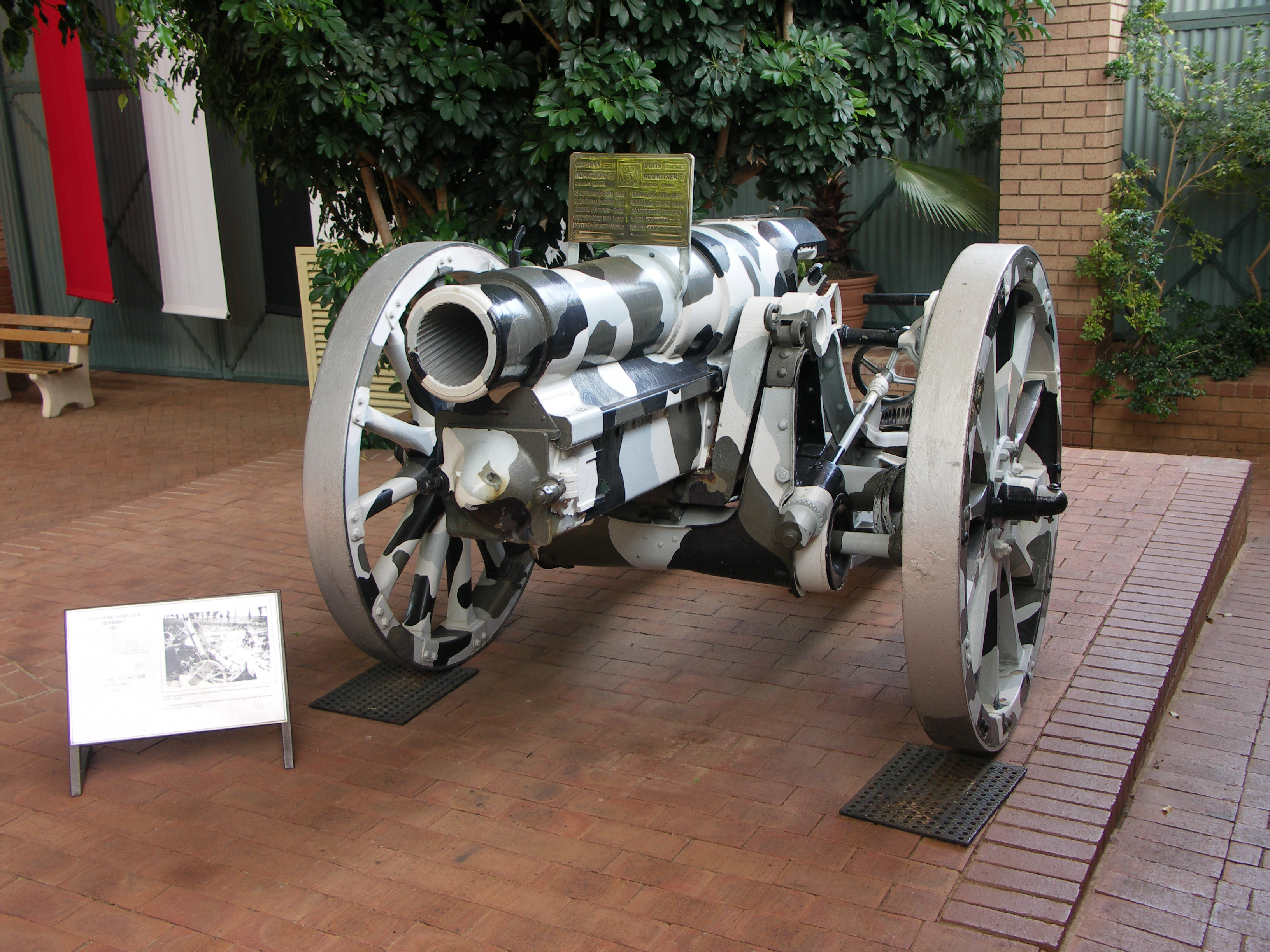
Камуфляжная раскраска пушки времён Первой мировой войны

Полевая военная форма одежды стала целенаправленно шиться из ткани защитно-маскировочного цвета в конце XIX — начале XX века. В конце XIX века британские колониальные войска в Индии переняли цвет хаки, на персидском языке означающий «цвета пыли». Форма цвета хаки успешно показала себя на поле боя в англо-бурской войне 1899—1902 гг., потому вскоре цвет хаки (в различных его оттенках) переняли многие армии мира и широко использовали уже в течение Первой мировой войны.
В 1909 году американский художник Эббот Тайер выпустил книгу «Окраска в животном мире» (Coloration in the Animal Kingdom). Описанные в ней принципы послужили основой для создания теории научной мимикрии, а на её основе были разработаны принципы военного камуфляжа .
Во время Первой мировой войны британский художник и офицер военно-морского флота Норман Уилкинсон разработал особую схему маскировки для военного флота — так называемый «ослепляющий камуфляж» (иногда используется более общий термин «деформирующий камуфляж»). Этот камуфляж не пытался спрятать судно, а затруднял оценку расстояния до него, его скорости и курса.
В 1939 году французский художник русского происхождения Владимир Баранов-Россинэ запатентовал пятнистую военную форму («пуантилистически-динамичный камуфляж», она же — «хамелеон-метод»).
Все принципиальные схемы армейских камуфляжных рисунков разрабатывались под конкретную местность, на которой находятся военнослужащие, с учётом нормативных требований, предъявляемых к маскировке на открытой местности. За основу берётся человеческое зрение в светлое время суток, являющееся точкой отсчёта при составлении цветовой насыщенности рисунка, его геометрического построения, контрастности между граничащими фрагментами. Все вооружённые силы мира в итоге пришли к использованию камуфляжных рисунков для изготовления военной экипировки, дабы уберечь личный состав при ведении боевых действий.
К началу Второй мировой войны камуфляж уже применялся в ряде армий мира (в Германии, в Италии, и др.), с учётом географических особенностей места предполагаемого боя, также использовался и зимний камуфляж — белые маскхалаты, надевавшиеся поверх шинелей.

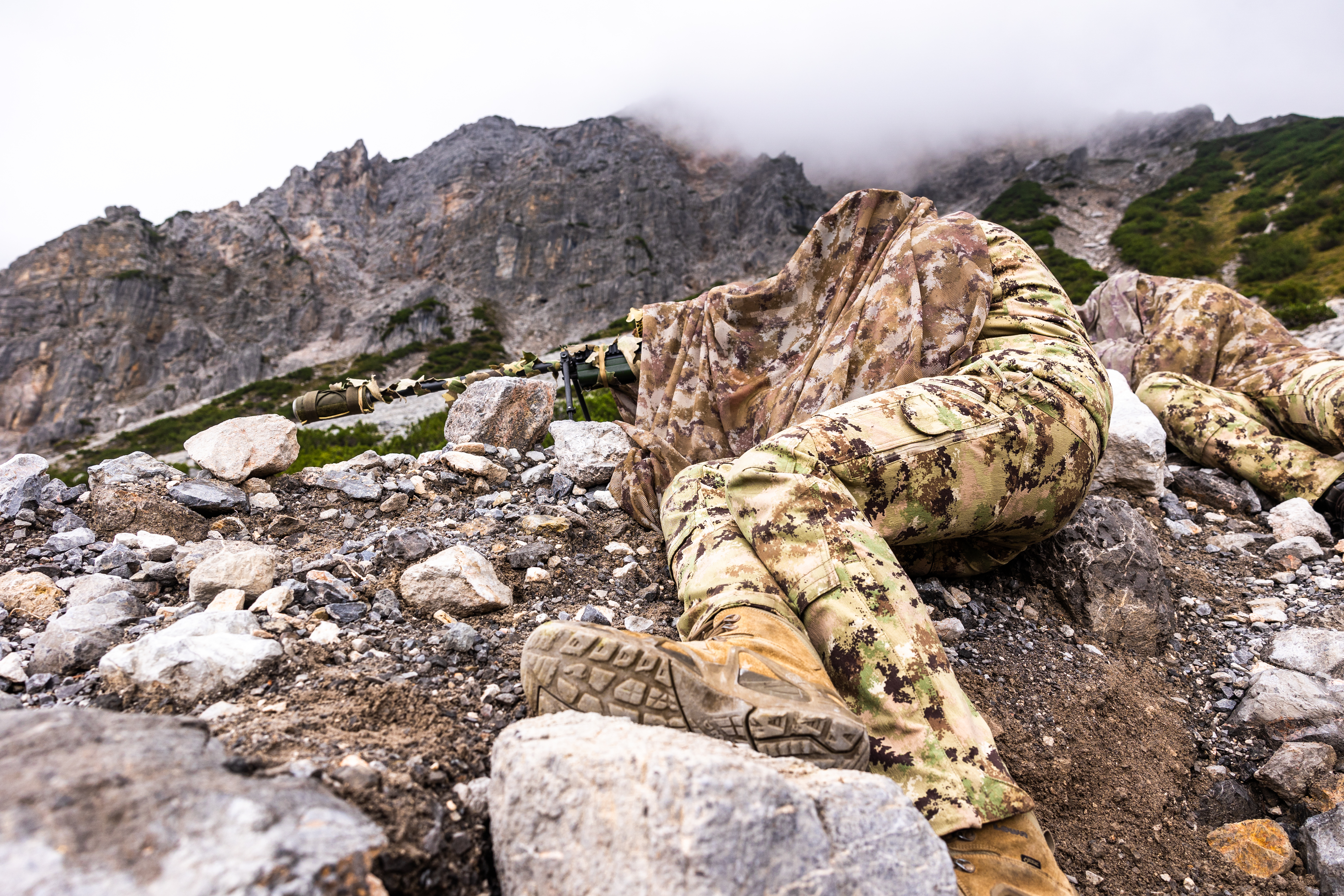
Камуфляжная накидка

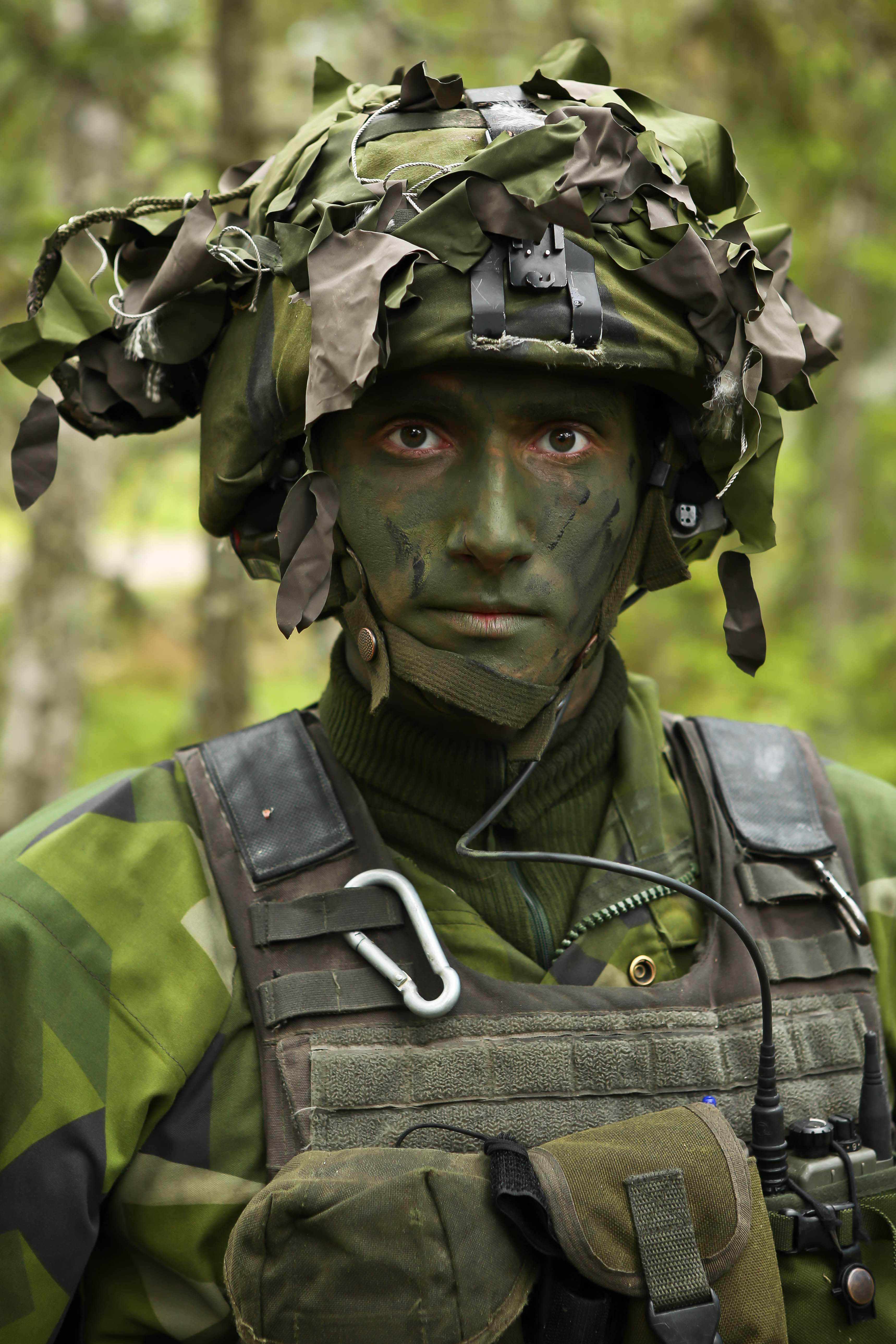
Камуфляжная раскраска лица

В Красной армии камуфляжная форма в ограниченном количестве также была уже до начала Великой Отечественной войны для: пограничников, снайперов, сапёров, разведчиков и диверсантов. Это были маскировочные костюмы с большими неровными пятнами (в форме амёбы) коричневого или чёрного цвета на фоне цвета хаки или зелёном.
После войны надобность делать камуфляжную форму почти отпала. Однако в конце 50-х годов, в связи с военными действиями в Юго-Восточной Азии, камуфляжный бум вновь имел место. Для армии США тогда сшили 43 маскировочных комплекта, среди них: «пустыня», «лес», «джунгли», «зима» и прочие.
Американцы использовали камуфляж до войны во Вьетнаме, существовал камуфляж «Дакхантер», использовавшийся 2-й бронетанковой дивизией при операции «Кобра» (1944), но из-за участившихся случаев огня по своим этот камуфляж был снят, в основном ограничивались прикреплением к своим шлемам веточек, травы, листьев (возможно — из-за сложностей с различением во время боевых действий своих).
В 1984 году был создан[где?] «цифровой» камуфляж: на солдатскую форму был нанесен рисунок, похожий на конфигурацию пикселей на экране монитора. Такой рисунок мешает глазу зафиксироваться на объекте, заставляя воспринимать его как «белый шум», а также, аналогично ослепляющему камуфляжу, мешает определить его форму и движение.
В настоящее время существует общее стремление каждой армии иметь один универсальный рисунок, дорабатывая цветовые решения этого рисунка в зависимости от типа местности. Таковы существующие в различных цветовых решениях ACUPAT (например, в вариантах «пустынный», «городской» и «лесной», см. статью Универсальный паттерн камуфляж, базовым считается «urban» — городской вариант в серых тонах), DPM, Flecktarn и другие. Иногда обособленная часть Вооружённых сил может иметь собственный рисунок, однако и в этом случае заметна та же тенденция (например, используемый Корпусом морской пехоты США MARPAT, хотя и отличается от используемого остальными Вооружёнными силами единого рисунка ACUPAT, также имеет несколько цветовых решений, используемых в зависимости от местности, базовым считается вариант «woodland» — лесной, в зелёно-коричневых тонах). Прежде всего (но не исключительно) это связано с по-прежнему актуальной проблемой опознавания «свой-чужой».

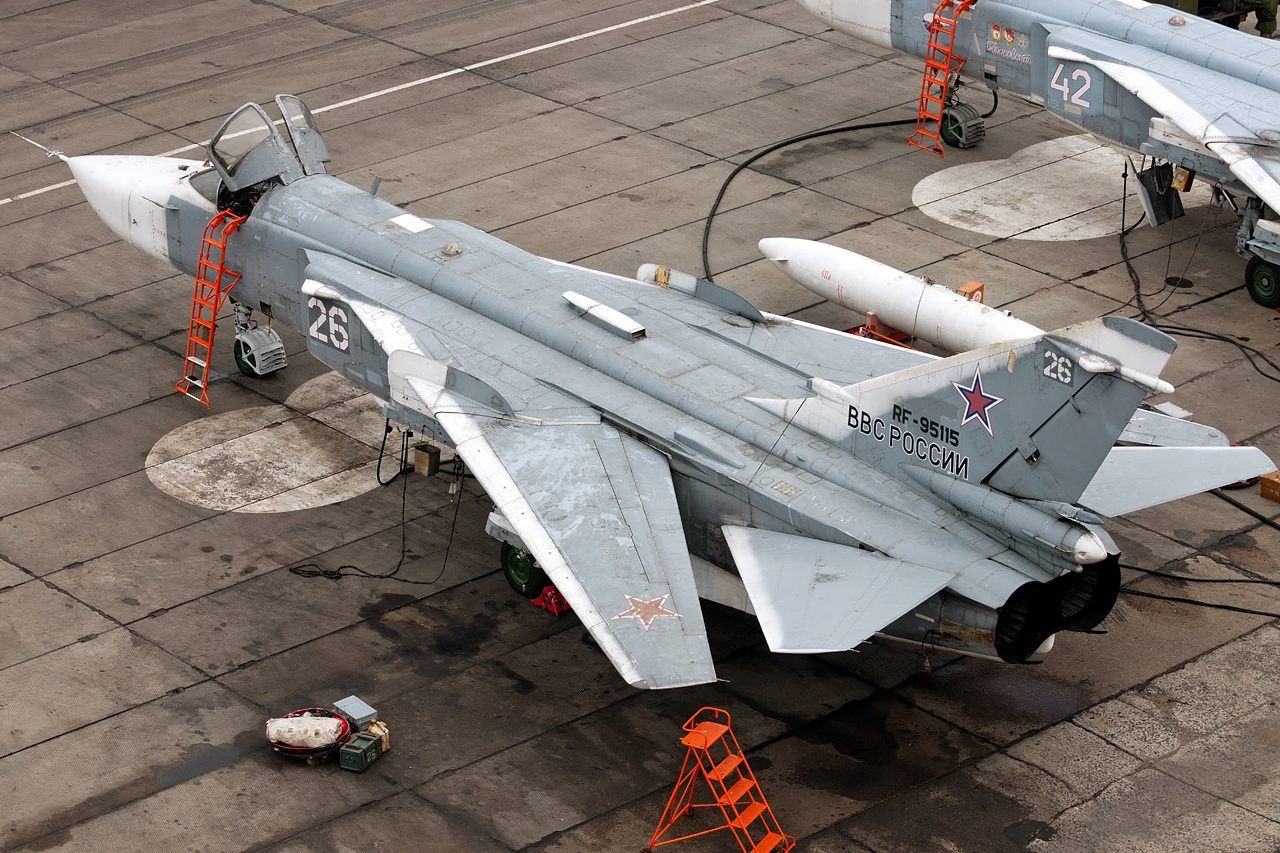
Серая окраска корпуса Су-24М. Нос окрашен белой специальной радиопрозрачной эмалью

Для Советской армии таким общим рисунком был вначале «бутан» (существовавший в виде цветовых решений для леса — на маскировочном костюме КМ-Л, и в виде решения для пустынно-степной местности — на КМ-П), затем «флора», также имевшая более одного цветового решения, и в настоящее время — маскировочный рисунок «тёмный». Если «тёмный» изначально разрабатывался как универсальный рисунок, а «бутан» предполагалось использовать как минимум в двух цветовых решениях на различной местности (что тоже требует универсальности), то «флора» была приспособлена именно под зелёный растительный, преимущественно лесной фон местности, что и в конечном итоге привело к отказу от этого рисунка в ВС РФ.
Для различной техники маскировочная раскраска применялась во Второй мировой войне, в основном, это были белила и известь для зимних вариантов и штатный зелёный (травяной) цвет для лета. Однако, некоторая часть техники изначально шла в двух-трёхцветном камуфляже.
После войны на некоторое время эта практика была прекращена в связи со сменой приоритетов и задач. Так, например, на самолётах-бомбардировщиках стали красить «брюхо» в снежно-белый цвет для снижения поражающего воздействия ядерного взрыва.
После 1970-х годов большинство военных кораблей и самолётов в СССР красится в серый (шаровый) цвет как самый незаметный и практичный.

## Использование в военизированных организациях
Различные законные и незаконные военизированные формирования различных стран используют камуфляж в форменной и иной одежде, снаряжении, для окраски транспортных средств. В России к таким формированиям, например относятся подразделения ОМОН, ФСИН, ВО ЖДТ, ФГУП Охрана.

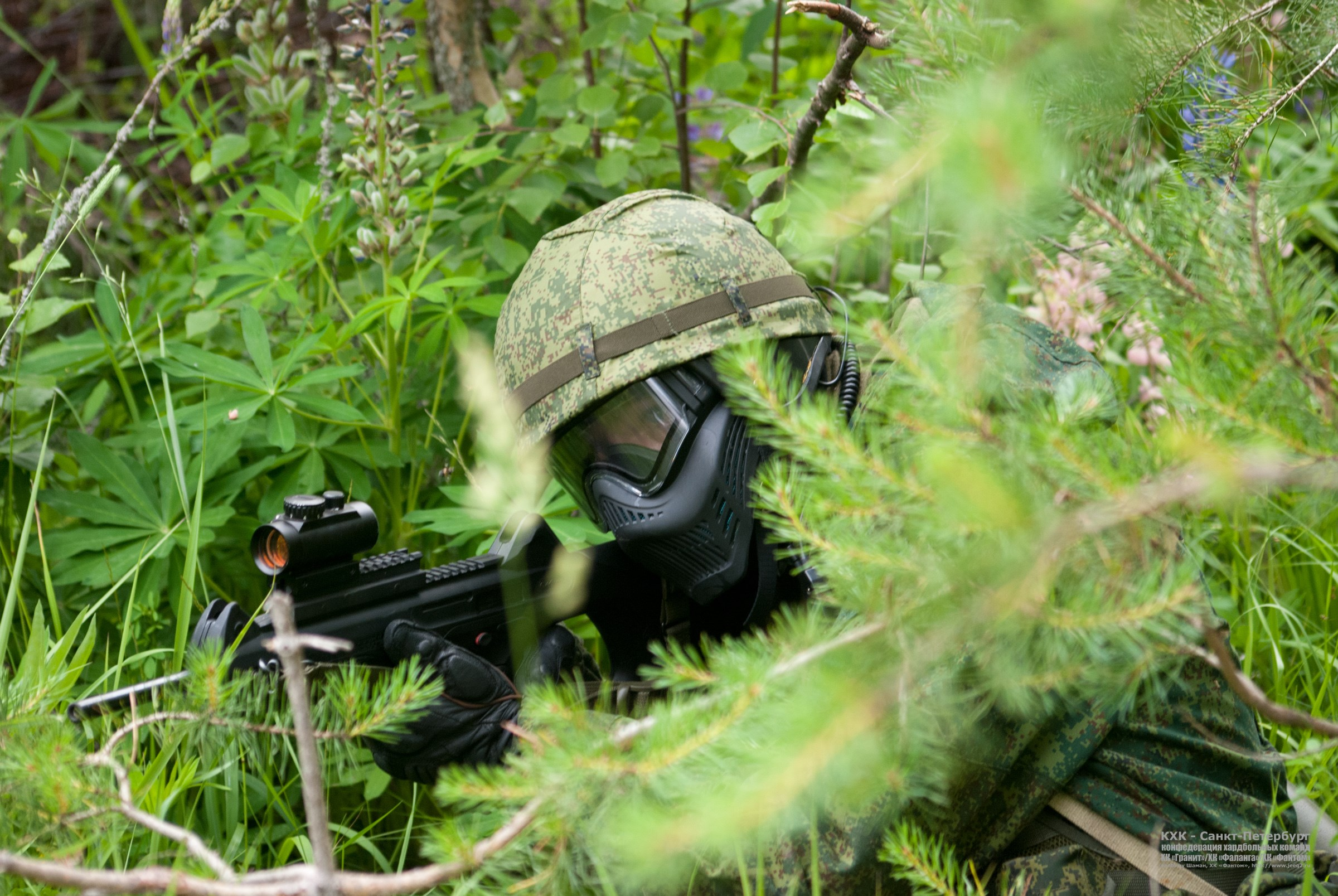
Хардбол. Эпизод военно-спортивной игры (Санкт-Петербург, 2013 год)
Страйкбол. Момент военно-спортивной игры (Минск, Белоруссия, 2006 год)
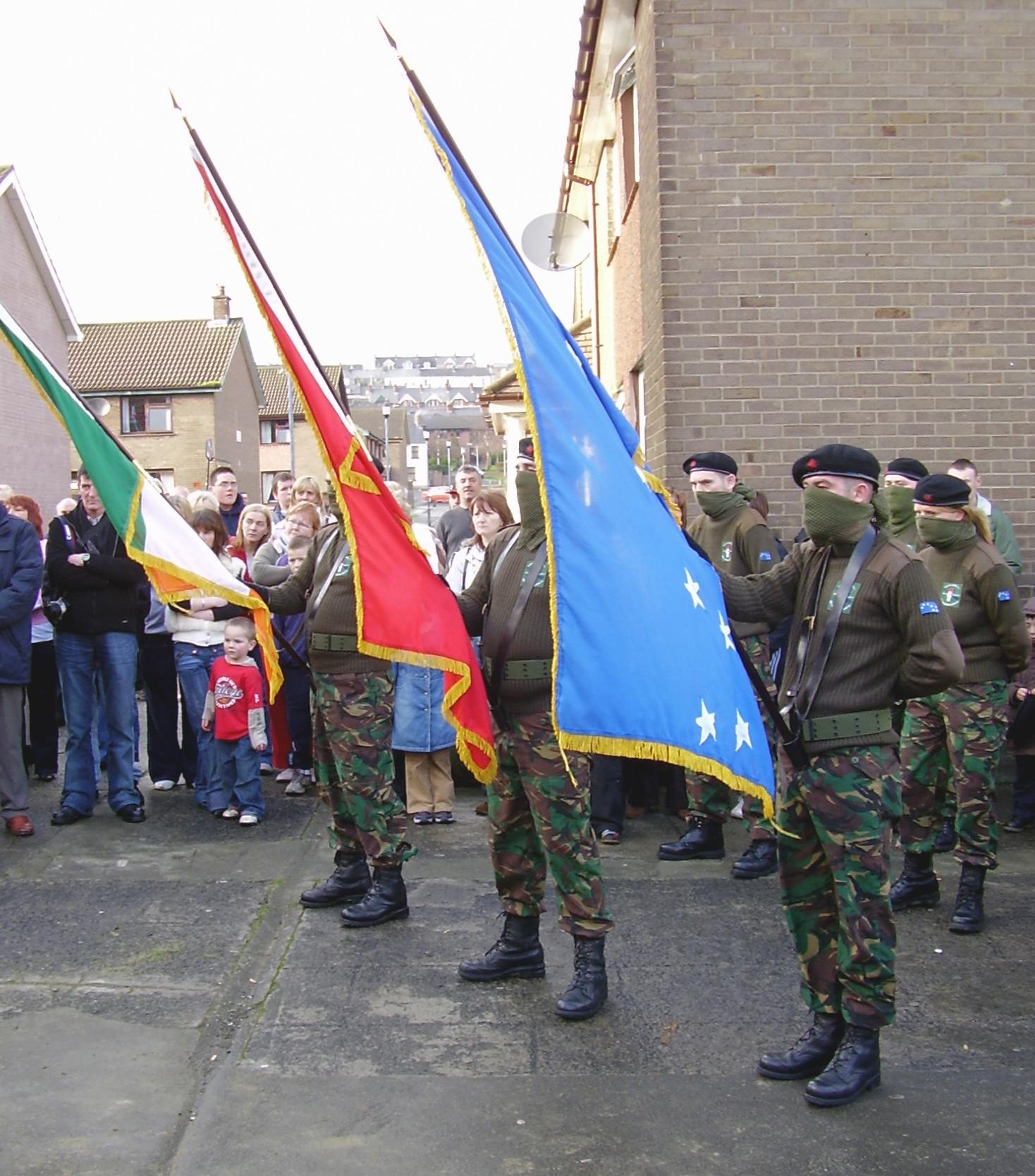
Активисты Ирландской национальной освободительной армии, 2005
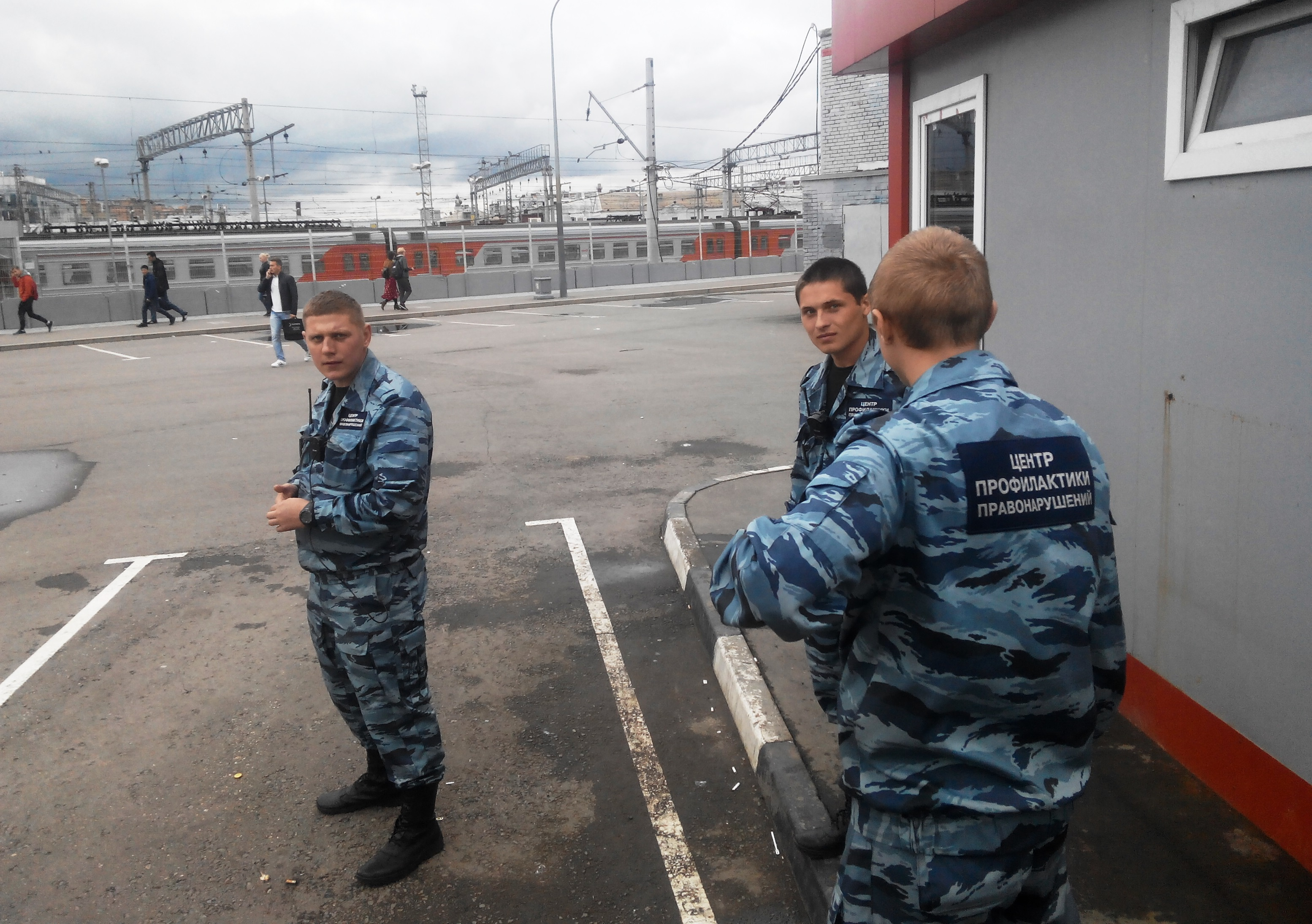
Сотрудники ЧОП (ООО «Центр профилактики правонарушений»[9][10][11])
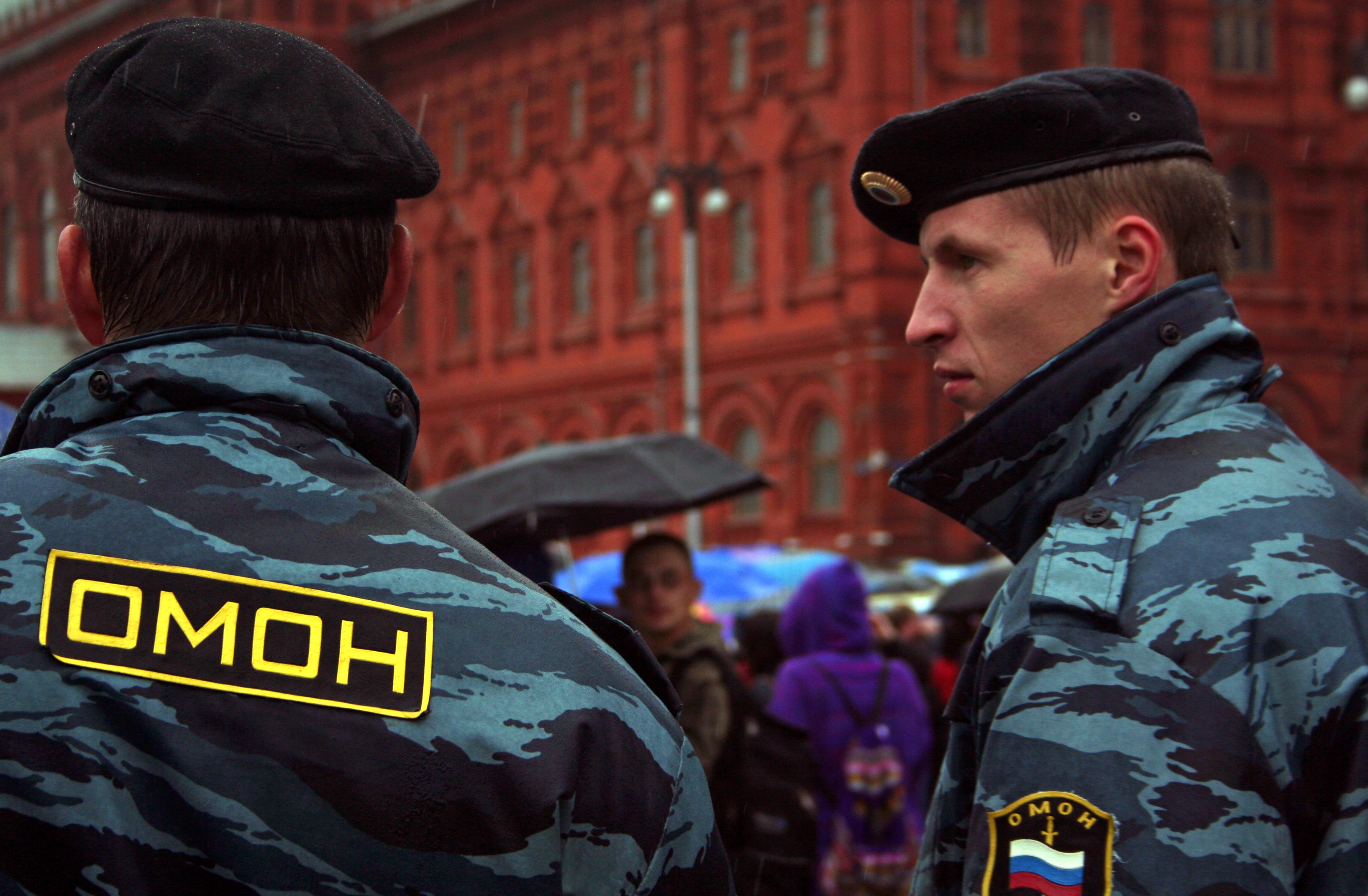
Бойцы ОМОН в Москве

## В моде
В конце 1960-х, будучи распространённым в американских войсках, камуфляж приходит и в гражданскую одежду (стиль милитари) в качестве гражданского протеста против войн. Ношение военной формы на улицах города должно было обратить внимание населения на то, чтобы они почувствовали, если бы в их городе велись боевые действия и расхаживали солдаты. Мода быстро ушла, но воскресла в 1980-х, приобретя небывалое распространение в начале 1990-х во время войны в Персидском заливе.
Модная индустрия начала производить псевдовоенные раскраски более мягких тканей, имитировать фурнитуру под знаки отличия. Джон Гальяно, Анна Сюи, Commes des Garsons перенесли черты военной формы на выкройки юбок и платьев. Камуфляж прочно закрепился в спортивной одежде.
Также камуфлированная одежда пользуется определённым спросом у охотников, рыбаков, черных копателей и части туристов.
Модная расцветка под диких животных — леопард, зебра — также является одной из разновидностей камуфляжа.
В некоторых субкультурах, таких как риветхеды, НС-скинхеды, некоторые направления в готике, киберпанк, панк и особенно в культуре сталкеров, одежда камуфляжной окраски является важным и необходимым элементом. Камуфляжную одежду носят в сочетании с армейскими ботинками или массивными кроссовками, кожаными перчатками-беспалками и украшениями в панк-стиле.

## Примеры

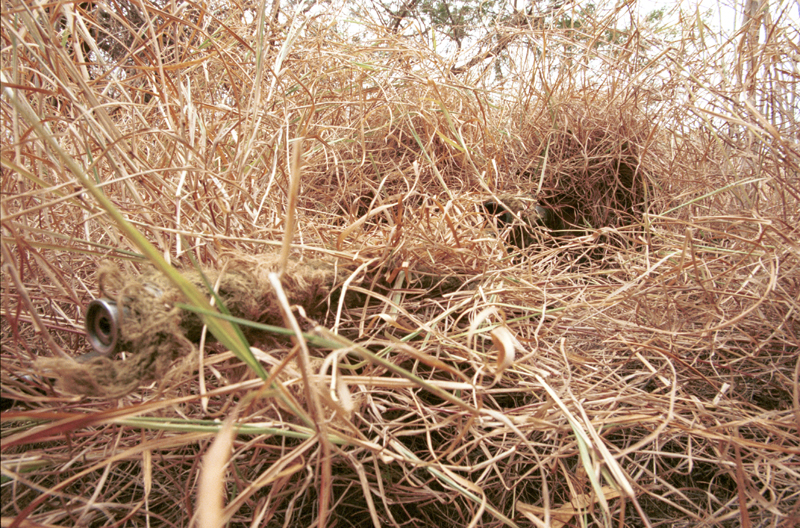
Замаскировавшийся снайпер
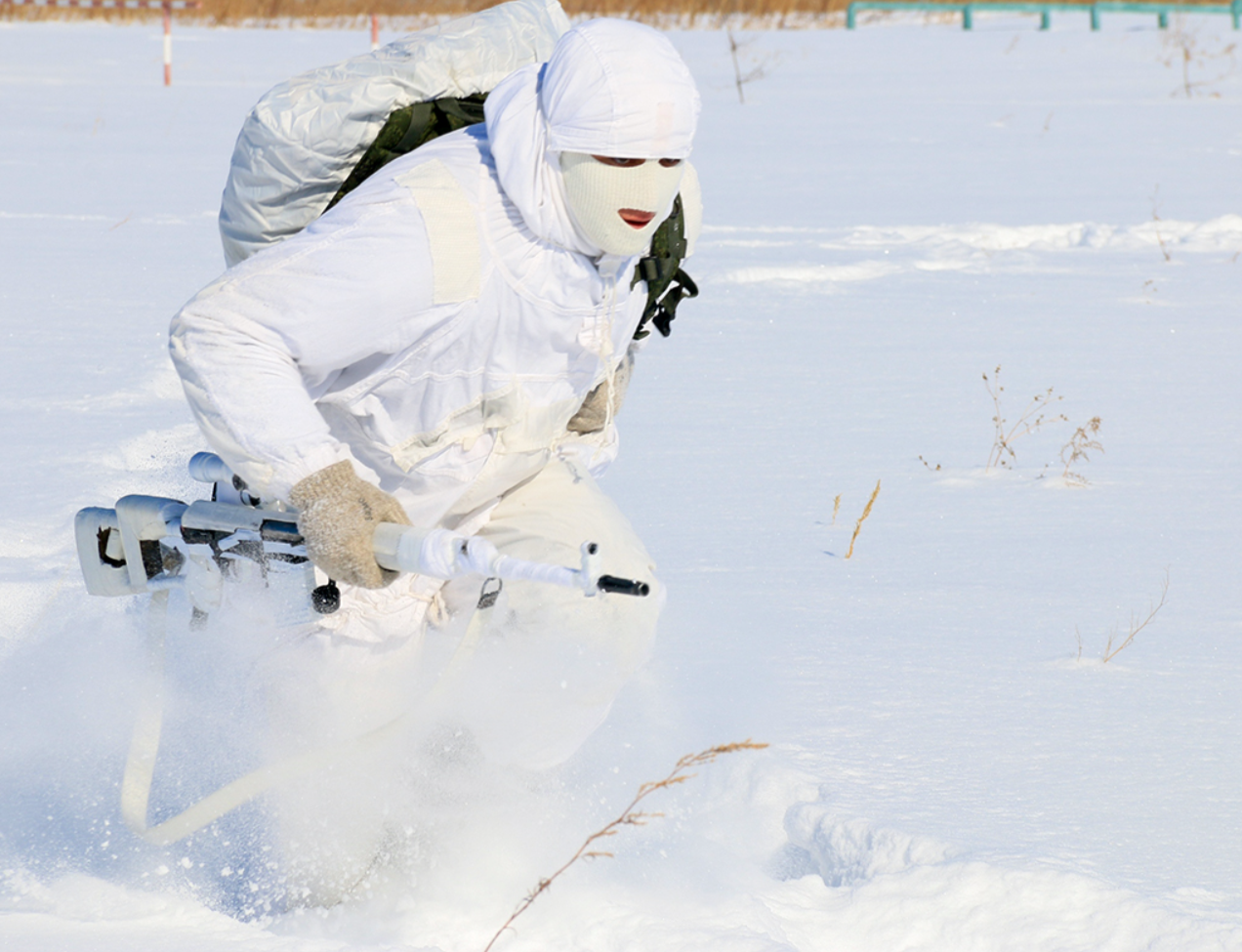
Снайпер в зимнем камуфляже
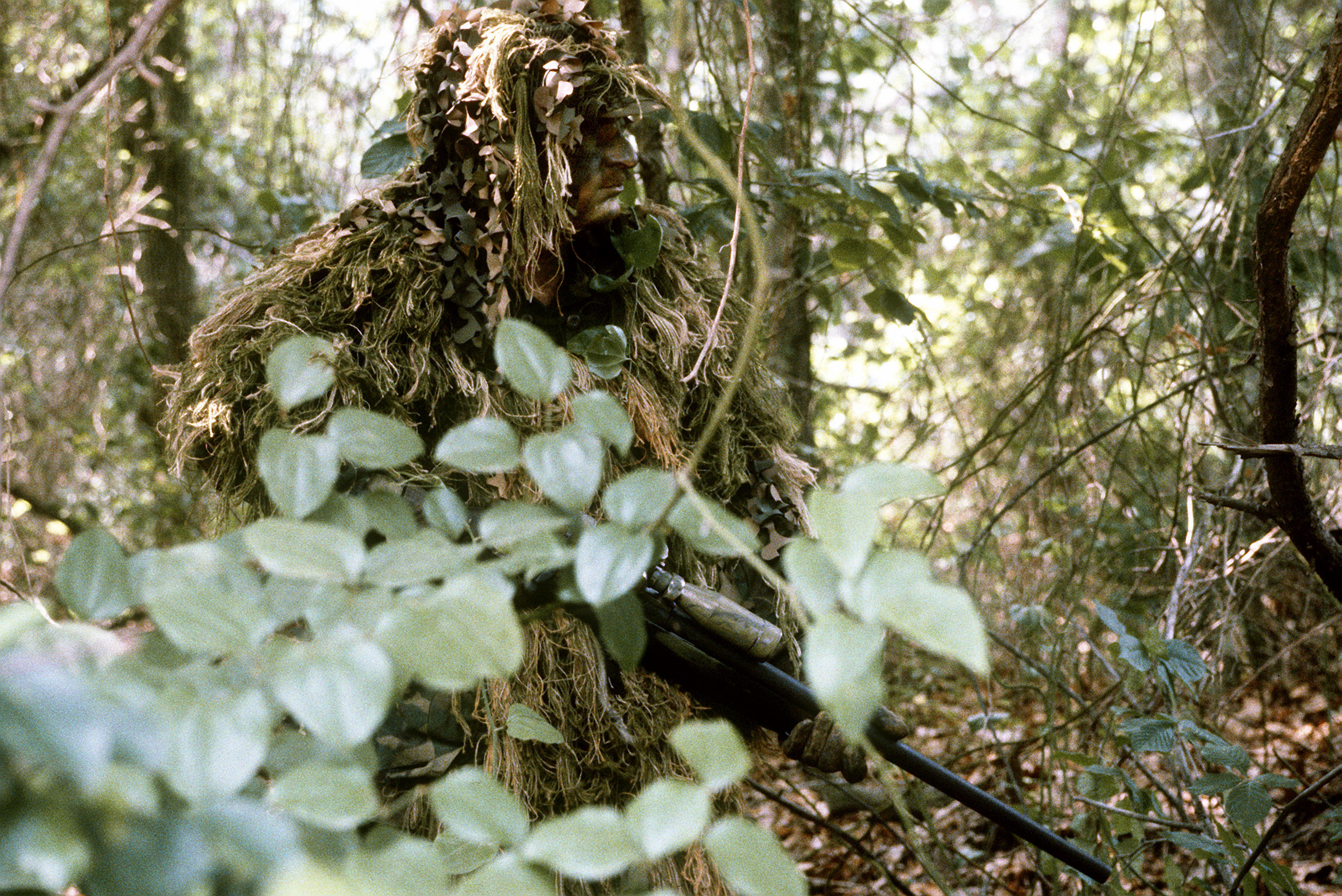
Снайпер в летнем камуфляже
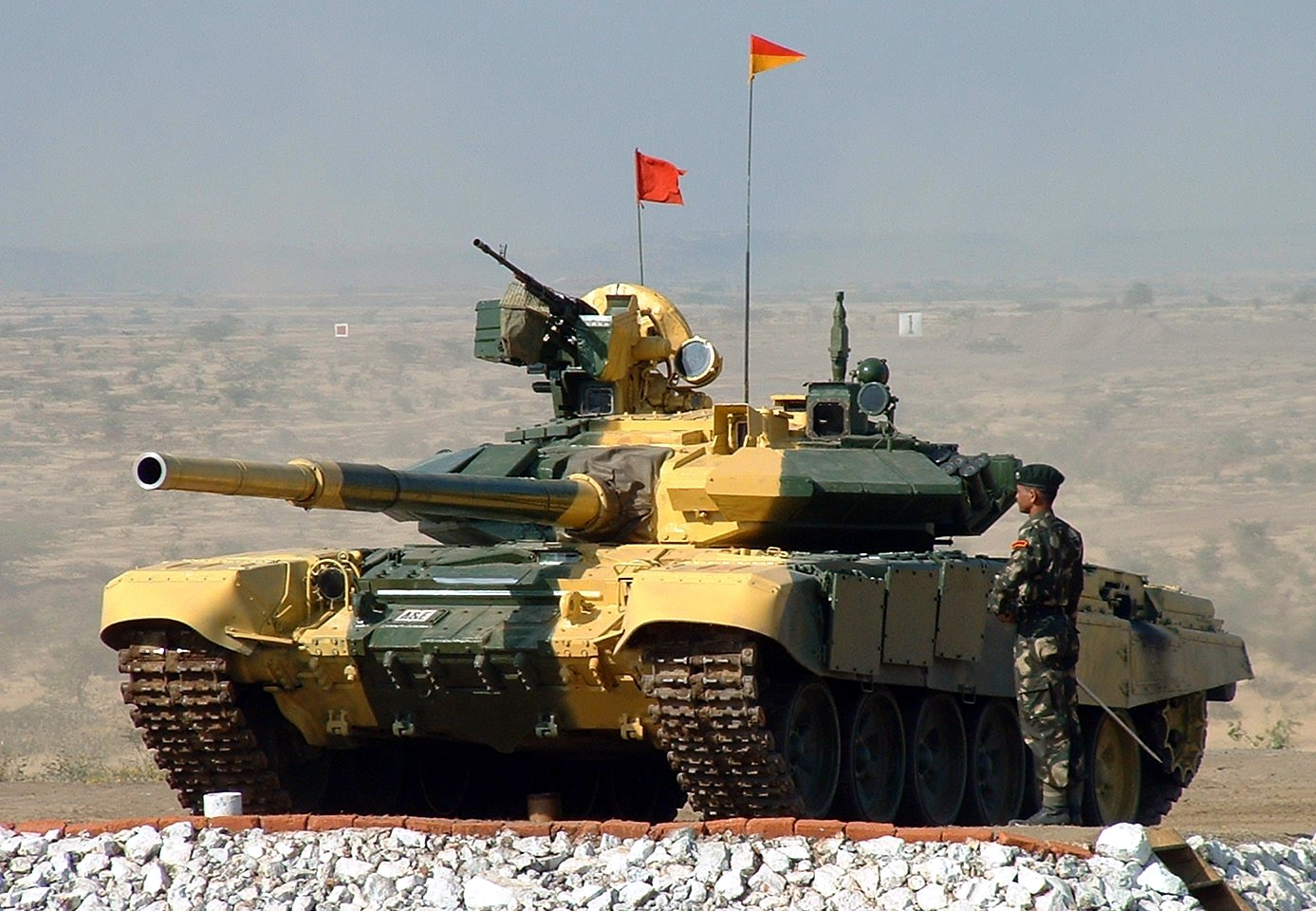
Камуфляжная окраска танка
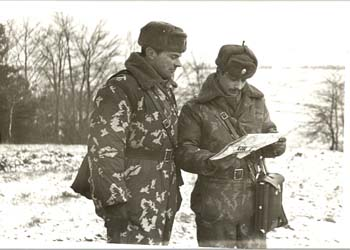
Советские офицеры в камуфляжной полевой форме